# Jacobus Adrianus Cornelis van Leeuwen

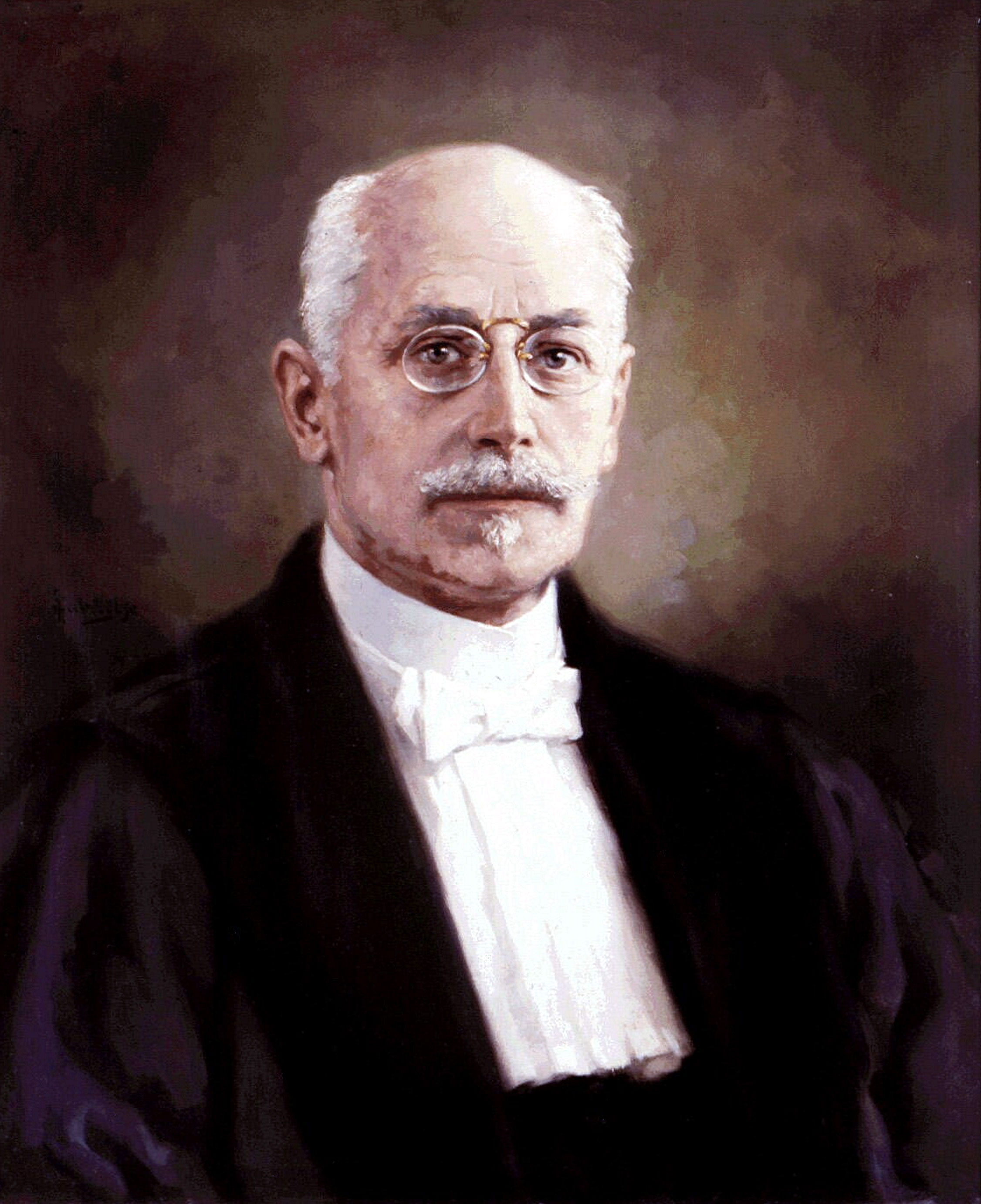
Jacobus Adrianus Cornelius van Leeuwen

Jacobus Adrianus Cornelis van Leeuwen (Vlaardingen, 9 februari 1870 - Utrecht, 13 augustus 1930) was hoogleraar godgeleerdheid aan de Universiteit Utrecht.

## Opleiding
Van Leeuwen behaalde zijn diploma aan het gymnasium van Zutphen en studeerde daarna theologie aan de Universiteit Utrecht. Hij promoveerde aldaar in 1894 met een proefschrift De Joodsche achtergrond van den brief aan de Romeinen.

## Loopbaan
Van Leeuwen werd na zijn promotie beroepen tot predikant, eerst in Avereest en daarna in Alkmaar. In 1908 werd hij benoemd tot hoogleraar Godgeleerdheid aan de Universiteit Utrecht. Hier doceerde hij onder meer de exegese van het Nieuwe Testament, oud-christelijke letterkunde en gaf les in de encyclopedie van de theologie, een alomvattende inleiding in de godgeleerdheid. Hij werd beschouwd als een conservatief theoloog. Van 1921 tot 1922 was hij tevens rector magnificus van de Universiteit Utrecht.

## Nevenactiviteiten
Naast zijn werk als hoogleraar was Van Leeuwen redacteur van het tijdschrift Theologische Studiën en was tevens jarenlang kerkvoogd en als lid van de wijkvereniging actief binnen de Nederlands Hervormde kerkgemeente van Utrecht.

## Publicaties
- De Joodsche achtergrond van den brief aan de Romeinen, proefschrift, Utrecht 1894
- Erasmus, Hollandia Uitgeverij, Baarn 1914, monografie
- Openbaring en Cultuur, Utrecht 1929, monografie
- Zuivere objectiviteit?, Utrecht 1925, artikel

- Biografisch Portaal: 77460723
- Digitale Bibliotheek voor de Nederlandse Letteren: leeu087
- Gemeinsame Normdatei: 1127553542
- International Standard Name Identifier: 0000 0000 6699 3931
- Library of Congress Control Number: no93018393
- Nationale Bibliotheek van Israël: 987007264309005171
- Nederlandse Thesaurus van Auteursnamen: 074970933
- Virtual International Authority File: 61115897
- WorldCat: E39PBJmtvwGWbmWtQ7mhk9TJXd